# Puig de les Forques (Canyelles)
El Puig de les Forques és una muntanya de 282 metres que es troba al municipi de Canyelles, a la comarca del Garraf.